# Esa Seeste
Esa Seeste   (Víborg, 4 de juliol de 1913 - Hèlsinki, 2 d'octubre de 1997) va ser un gimnasta artístic finlandès que va competir en els anys previs i posteriors a la Segona Guerra Mundial.
El 1936 va prendre part en els Jocs Olímpics de Berlín, on disputà vuit proves del programa de gimnàstica. Guanyà la medalla de plata en la prova del concurs complet per equips, mentre en les altres finalitzà en posicions més endarrerides. El 1939, 1941 i 1945 guanyà el títol nacional per equips i el 1950 encara guanyà una plata en la prova per equips del Campionat del Món de gimnàstica artística.
Posteriorment, entre 1955 i 1965, fou entrenador de gimnàstica i entre 1970 i 1974 president de la Federació finlandesa de gimnàstica.